# Salvador Campello
Salvador Estañ Campello (Callosa de Segura, Alicante, España, 6 de junio de 1958) es un exfutbolista español que jugaba como defensa.

## Clubes
| Club              | País   | Año       |
| ----------------- | ------ | --------- |
| Elche C. F.       | España | 1976-1979 |
| Real Murcia C. F. | España | 1979-1986 |
| C. D. Tenerife    | España | 1987-1988 |

## Trayectoria

### Elche C. F.
Su primer equipo fue el Elche C. F. con el que debutó el 29 de enero del 78 ante el Hércules de Alicante Club de Fútbol. Con el Elche C. F. estuvo entre las temporadas 76-79. Con el Elche C. F. jugó 49 partidos, recibió 3 amarillas, marcó 0 goles, ganó 19 partidos, empató 15 y perdió 15[cita requerida].